# Rebranding
Rebranding (von englisch brand für „Brandzeichen“ oder „Marke“) ist eine Marketingstrategie, bei der ein neuer Name, ein neuer Begriff, ein neues Symbol, ein neues Design, ein neues Konzept oder eine Kombination daraus für eine etablierte Marke geschaffen wird, um in den Köpfen von Verbrauchern, Investoren, Konkurrenten und anderen Interessengruppen eine neue, differenzierte Identität zu entwickeln. Dies beinhaltet oft radikale Änderungen des Logos, des Namens, der rechtlichen Bezeichnungen, des Images, der Marketingstrategie und der Werbethemen einer Marke. Solche Änderungen zielen in der Regel darauf ab, die Marke/das Unternehmen neu zu positionieren, sich gelegentlich von den negativen Konnotationen des früheren Brandings zu distanzieren oder die Marke auf ein höheres Niveau zu bringen; sie können auch eine neue Botschaft vermitteln, die eine neue Unternehmensführung vermitteln möchte.
Rebranding kann bei neuen Produkten, bei älteren Produkten oder sogar bei Produkten, die sich noch in der Entwicklung befinden, angewendet werden. Der Prozess kann durch eine Änderung der Marketingstrategie oder in verschiedenen anderen Situationen, wie z. B. einer Unternehmensumstrukturierung oder einer Eigenverwaltung bzw. einem Sanierungsverfahren nach Insolvenz, erfolgen. Rebranding kann sich auch auf eine Änderung einer Unternehmens- oder Konzernmarke beziehen, die möglicherweise mehrere Untermarken für Produkte oder Unternehmen besitzt.

## Unternehmens-Rebranding
Das Rebranding ist um die Jahrtausendwende zu einer Art Modeerscheinung geworden, und einige Unternehmen haben ihren Namen mehrmals geändert. Das Rebranding von Philip Morris USA in Altria sollte dem Unternehmen helfen, sein negatives Image loszuwerden. Andere Umfirmierungen, wie z. B. der Versuch der britischen Post, sich in Consignia umzubenennen, erwiesen sich als so erfolglos, dass weitere Millionen ausgegeben werden mussten, um wieder zur Ausgangsposition zurückzukehren.
In einer Studie über 165 Rebranding-Fälle stellten Muzellec und Lambkin (2006) fest, dass ein Rebranding, unabhängig davon, ob es aus der Unternehmensstrategie folgt (z. B. Fusionen und Übernahmen) oder die eigentliche Marketingstrategie darstellt (Änderung der Unternehmensreputation), darauf abzielt, den Markenwert des Unternehmens zu verbessern, wiederzugewinnen, zu übertragen und/oder neu zu schaffen.
Sinclair (1999:13) zufolge erkennt die Wirtschaft weltweit den Wert von Marken an. „Es scheint, dass Marken – neben dem Eigentum an Urheberrechten und Warenzeichen, Computersoftware und Fachwissen - heute im Mittelpunkt des immateriellen Wertes stehen, den Investoren Unternehmen beimessen.“ Im 21. Jahrhundert kann es für Unternehmen notwendig sein, ihre Marke im Hinblick auf ihre Relevanz für die Verbraucher und den sich wandelnden Markt zu überdenken. Erfolgreiche Rebranding-Projekte können eine Marke hervorbringen, die besser dasteht als zuvor.
Marketing entwickelt das Bewusstsein und die Assoziationen im Gedächtnis der Kunden, sodass sie wissen (und daran erinnert werden), welche Marken ihren Bedürfnissen entsprechen. Ist die Marke erst einmal in einer führenden Position, so sind es das Marketing, die gleichbleibende Produkt- oder Dienstleistungsqualität, eine vernünftige Preisgestaltung und ein effektiver Vertrieb, die dafür sorgen, dass die Marke ihren Vorsprung behält und ihren Eigentümern einen Mehrwert bietet (Sinclair, 1999:15).

### Motivation
Unternehmen führen häufig Markenwechsel durch, um auf externe und/oder interne Probleme zu reagieren. Unternehmen haben üblicherweise Rebranding-Zyklen, um mit der Zeit zu gehen oder sich von der Konkurrenz abzuheben. Unternehmen nutzen das Rebranding auch als wirksames Marketinginstrument, um Missstände der Vergangenheit zu vertuschen und so negative Assoziationen loszuwerden, die sich möglicherweise auf die Rentabilität auswirken könnten.
Unternehmen wie Citigroup, AOL, American Express und Goldman Sachs arbeiten mit Drittanbietern zusammen, die sich auf Markenstrategien und die Entwicklung der Unternehmensidentität spezialisiert haben. Unternehmen investieren wertvolle Ressourcen in Rebranding und Drittanbieter, weil sie sich so davor schützen können, in einem hart umkämpften Markt von Kunden verdrängt zu werden. Dr. Roger Sinclair, ein weltweit führender Experte auf dem Gebiet der Markenbewertung und des Markenwerts, erklärte: “A brand is a resource acquired by an enterprise that generates future economic benefits.” („Eine Marke ist eine von einem Unternehmen erworbene Ressource, die einen zukünftigen wirtschaftlichen Nutzen generiert.“) Sobald eine Marke negativ konnotiert ist, könne dies nur zu einer geringeren Rentabilität und möglicherweise zum völligen Scheitern des Unternehmens führen.

#### Abgrenzung von Wettbewerbern
Unternehmen heben sich von ihren Konkurrenten ab, indem sie Praktiken anwenden, die von der Änderung ihres Logos bis zur Umstellung auf umweltfreundliche Produkte reichen. Die Differenzierung von der Konkurrenz ist wichtig, um mehr Kunden anzuziehen und ein wirksames Mittel, um begehrtere Mitarbeiter zu gewinnen. Die Notwendigkeit, sich von der Konkurrenz abzuheben, ist besonders in gesättigten Märkten wie der Finanzdienstleistungsbranche gegeben.

#### Beseitigung eines negativen Images
Organisationen können ihre Marke absichtlich ändern, um negative Bilder aus der Vergangenheit loszuwerden. Forschungsergebnisse deuten darauf hin, dass die „Besorgnis über die externe Wahrnehmung der Organisation und ihrer Aktivitäten“ eine wichtige Triebfeder für Rebranding-Maßnahmen sein kann.
Im Unternehmenskontext können Manager das Rebranding als wirksame Marketingstrategie nutzen, um Missstände zu verbergen und negative Konnotationen und eine geringere Rentabilität zu vermeiden oder zu beseitigen. Unternehmen wie Philip Morris USA, Blackwater und AIG haben sich umbenannt, um ihr negatives Image loszuwerden. Philip Morris USA änderte am 27. Januar 2003 seinen Namen und sein Logo in Altria, da die negativen Assoziationen, die mit Tabakprodukten verbunden waren, die Rentabilität anderer Philip Morris-Marken wie Kraft Foods beeinträchtigen könnten.
Im Jahr 2008 wurde das Image von AIG beschädigt, weil das Unternehmen während der Weltfinanzkrise 2007–2008 eine staatliche Rettungsaktion benötigte. AIG wurde gerettet, weil das US-Finanzministerium feststellte, dass AIG aufgrund seiner Größe und seiner komplexen Beziehungen zu Finanzpartnern zu groß war („too big to fail“), um zu scheitern. AIG selbst ist ein riesiges internationales Unternehmen; die Tochtergesellschaften AIG Retirement und AIG Financial wurden jedoch aufgrund der Rettungsaktion mit negativen Konnotationen belegt. Infolgedessen wurden AIG Financial Advisors und AIG Retirement in Sagepoint Financial bzw. VALIC (Variable Annuity Life Insurance Company) umbenannt, um das mit AIG verbundene negative Image loszuwerden.

#### Verlorene Marktanteile
Marken werden oft als Reaktion auf den Verlust von Marktanteilen umbenannt. In diesen Fällen sind die Marken für die Zielgruppen weniger aussagekräftig geworden und haben daher Marktanteile an Konkurrenten verloren.
In einigen Fällen versuchen die Unternehmen, auf dem vermeintlichen Wert ihrer Marke aufzubauen, von dem sie glauben, dass er noch vorhanden ist. RadioShack zum Beispiel benannte sich 2008 in The Shack um, aber das Rebranding führte nie zu einem Anstieg des Marktanteils im Einzelhandel. Bis 2017 hatte Radio Shack seine physische Präsenz im Einzelhandel erheblich reduziert, mehr als 1.000 Filialen geschlossen und sich auf ein Geschäftsmodell verlegt, das hauptsächlich auf den Online-Handel ausgerichtet ist.

#### Auftretende Problemsituationen
Ein Rebranding kann auch ungeplant aus einer Problemsituation heraus erfolgen, z. B. bei einer Unternehmensumstrukturierung nach Chapter 11 oder einer Insolvenz. Chapter 11 ist im US-amerikanischen Rechtssystem ein Sanierungs- oder Reorganisationsverfahren, das hauptsächlich von Unternehmensschuldnern genutzt wird. Diese Form der finanziellen Reorganisation ermöglicht es Unternehmen, weiter zu arbeiten, während sie ihre Schulden tilgen. Unternehmen wie Lehman Brothers Holdings Inc, Washington Mutual und General Motors hatten einen Insolvenzantrag nach Kapitel 11 gestellt.
Am 1. Juli 2009 meldete General Motors Insolvenz an, die am 10. Juli 2009 vollzogen wurde. General Motors beschloss, seine gesamte Struktur neu zu gestalten und mehr in die Automarken Chevrolet, Buick, GMC und Cadillac zu investieren. Außerdem beschloss das Unternehmen, Saab Automobile zu verkaufen und die Marken Hummer, Pontiac und Saturn Corporation einzustellen. General Motors gab sich ein neues Image, indem es erklärte, das Unternehmen neu zu erfinden und als „The New GM“ mit „weniger, stärkeren Marken“ neu zu gründen. “Fewer, stronger brands. Fewer, stronger models. Greater efficiencies, better fuel economy, and new technologies” („Weniger, stärkere Modelle. Höhere Effizienz, besserer Kraftstoffverbrauch und neue Technologien“), wie es in dem Werbespot zur Neuerfindung heißt. In dem Werbespot für die Neuerfindung von General Motors heißt es außerdem, dass es bei der Abschaffung von Marken „nicht darum geht, aus dem Geschäft auszusteigen, sondern zurück ins Geschäft zu kommen“.

#### Produktlinie
Unternehmen wie Dunkin' Donuts, Joann Fabrics (jetzt Jo-Ann Stores) und Weight Watchers haben Teile ihrer Firmennamen entfernt oder diesen abgekürzt, um ein größeres Produktangebot zu suggerieren, als ihre Namen allein vermuten lassen. Dies wird auch verwendet, um verschiedene Bevölkerungsgruppen anzusprechen, die an unterschiedlichen Produkten derselben Branche interessiert sind. Abhängig vom Namen, wie z. B. die Pfannkuchenrestaurantkette IHOP, die eine Umbenennung in „IHOb“ plante, um anzudeuten, dass sie auch Burger anbietet, wurde die Namensänderung von der Öffentlichkeit missbilligt, so dass der Name IHOP stattdessen beibehalten wurde.

## Relevanz bewahren
Unternehmen können sich auch für ein Rebranding entscheiden, um für ihre (neuen) Kunden und Stakeholder relevant zu bleiben. Dies kann der Fall sein, wenn sich die Geschäftstätigkeit eines Unternehmens geändert hat, z. B. die strategische Ausrichtung und der Branchenfokus, oder wenn die Marke nicht mehr zu dem (neuen) Kundenstamm passt. Ein Unternehmen könnte beispielsweise seinen Namen umbenennen, damit er in einem neuen Markt, in den es eintritt, aus kulturellen oder sprachlichen Gründen funktioniert, z. B. um ihn leichter aussprechen zu können.
Rebranding ist auch eine Möglichkeit, ein Image aufzufrischen, um seine Attraktivität für moderne Kunden und Interessengruppen zu gewährleisten. Was einst frisch und relevant aussah, ist es Jahre später vielleicht nicht mehr.

## Produkt-Rebranding
Werden die Produkte für verschiedene Zielmärkte getrennt vermarktet, spricht man von Marktsegmentierung. Wenn ein Teil der Marktsegmentierungsstrategie darin besteht, auf jedem Markt deutlich unterschiedliche Produkte anzubieten, wird dies als Produktdifferenzierung bezeichnet. Dieser Prozess der Marktsegmentierung/Produktdifferenzierung kann als eine Form des Rebranding angesehen werden. Der Unterschied zu anderen Formen des Rebranding besteht darin, dass der Prozess nicht die Beseitigung des ursprünglichen Markenimages zur Folge hat. Ein solches Rebranding ermöglicht es, mit einem Satz von Technik und Qualitätssicherungsmaßnahmen mehrere Produkte mit minimalen Änderungen und zusätzlichen Kosten herzustellen. Eine andere Form des Produkt-Rebranding ist der Verkauf eines Produkts, das von einem anderen Unternehmen unter einem neuen Namen hergestellt wurde: Ein Original Design Manufacturer ist ein Unternehmen, das ein Produkt herstellt, häufig an einem Standort mit niedrigeren Betriebskosten, das schließlich von einem anderen Unternehmen für den Verkauf gebrandet wird.
Nach einer Fusion oder Übernahme geben Unternehmen neu erworbene Produkte in der Regel unter einem neuen Markennamen heraus, um sie mit einer bestehenden Produktlinie in Einklang zu bringen, wie z. B. Symantec, das erworbene Sicherheits- und Dienstprogramme unter seiner Marke Norton (selbst ein Ableger des Flaggschiffprodukts Norton Antivirus) anbietet. Dies kann auch umgekehrt geschehen, wenn eine übernommene Marke auf dem Markt einen größeren Bekanntheitsgrad hat als die des Käufers, wie z. B. bei der Chemical Bank, die nach ihrer Fusion mit Chase den Markennamen Chase übernahm.

## Rebranding von Kleinunternehmen
Kleine Unternehmen stehen vor anderen Herausforderungen als große Konzerne und müssen ihre Rebranding-Strategie entsprechend anpassen.
Anstatt den Wandel schrittweise umzusetzen, ist es für kleine Unternehmen manchmal besser, ihr Image in einem kurzen Zeitraum neu zu gestalten – vor allem, wenn der Bekanntheitsgrad der Marke gering ist. „Der starke erste Eindruck, den ein professionelles Markendesign bei neuen Kunden hinterlässt, überwiegt oft den schwachen Wiedererkennungswert einer veralteten oder schlecht gestalteten Marke bei bestehenden Kunden.“
Ein Imagewechsel in einem großen Unternehmen kann kostspielige Auswirkungen haben (Aktualisierung der Beschilderung an mehreren Standorten, große Mengen an vorhandenem Material, Kommunikation mit einer großen Anzahl von Mitarbeitern usw.), während kleine Unternehmen mehr Flexibilität genießen und Veränderungen schneller umsetzen können.
Zwar können kleine Unternehmen auch ohne ein professionell gestaltetes Markenimage wachsen, aber „ein Rebranding ist ein entscheidender Schritt für ein Unternehmen, der ernsthaft in Erwägung gezogen werden sollte, wenn es auf aggressivere Märkte expandiert und sich Konkurrenten mit etablierteren Markenimages gegenübersieht“.

## Auswirkungen des Rebrandings
Die Allgegenwärtigkeit einer Unternehmens-/Produktmarke an allen Berührungspunkten mit dem Kunden macht das Rebranding für Unternehmen zu einem schweren Unterfangen. Nach dem Eisbergmodell sind 80 % der Auswirkungen verborgen. Das Ausmaß der Auswirkungen einer Markenänderung hängt davon ab, in welchem Maße die Marke verändert wird.
Es gibt mehrere Elemente einer Marke, die im Rahmen eines Rebrandings geändert werden können, darunter der Name, das Logo, der Firmenname und die Unternehmensidentität (Corporate Identity, einschließlich der visuellen und sprachlichen Identität). Änderungen, die nur am Firmenlogo vorgenommen werden, haben die geringsten Auswirkungen (so genannter Logo-Swap), während Änderungen am Namen, am rechtlichen Namen und an anderen Identitätselementen jeden Teil des Unternehmens betreffen und bei großen, komplexen Organisationen hohe Kosten und Auswirkungen verursachen können.
Rebranding betrifft nicht nur Marketingmaterial, sondern auch digitale Auftritte und Kommunikationswege, URLs, Beschilderung, Kleidung und Korrespondenz.